# Astrogordius cacaoticus
Astrogordius cacaoticus is een slangster uit de familie Gorgonocephalidae.
De wetenschappelijke naam van de soort werd in 1874 gepubliceerd door Theodore Lyman.